# Keila (município rural)
Keila (em estoniano:  Keila vald) é um município rural estoniano localizado na região de Harjumaa.

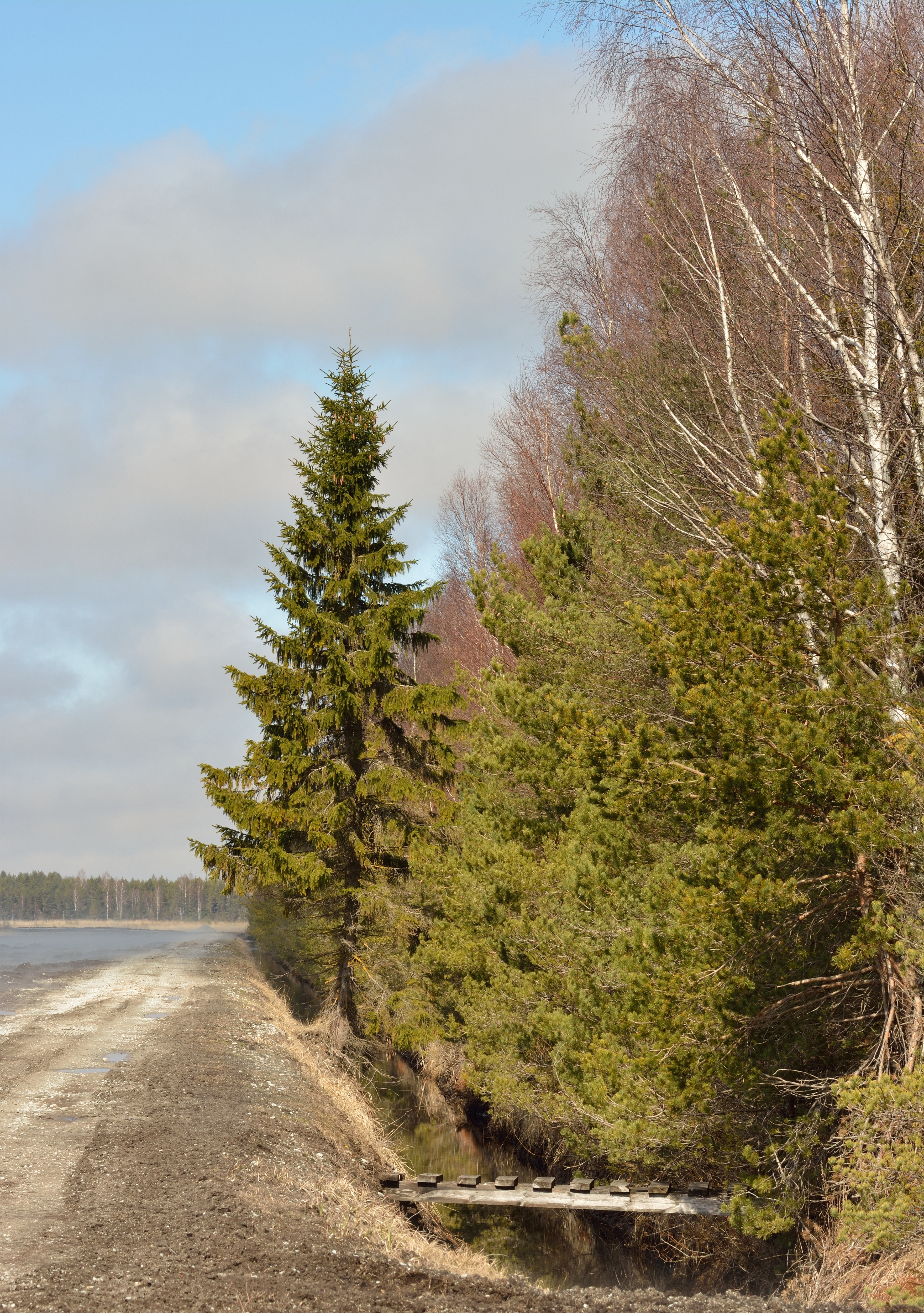
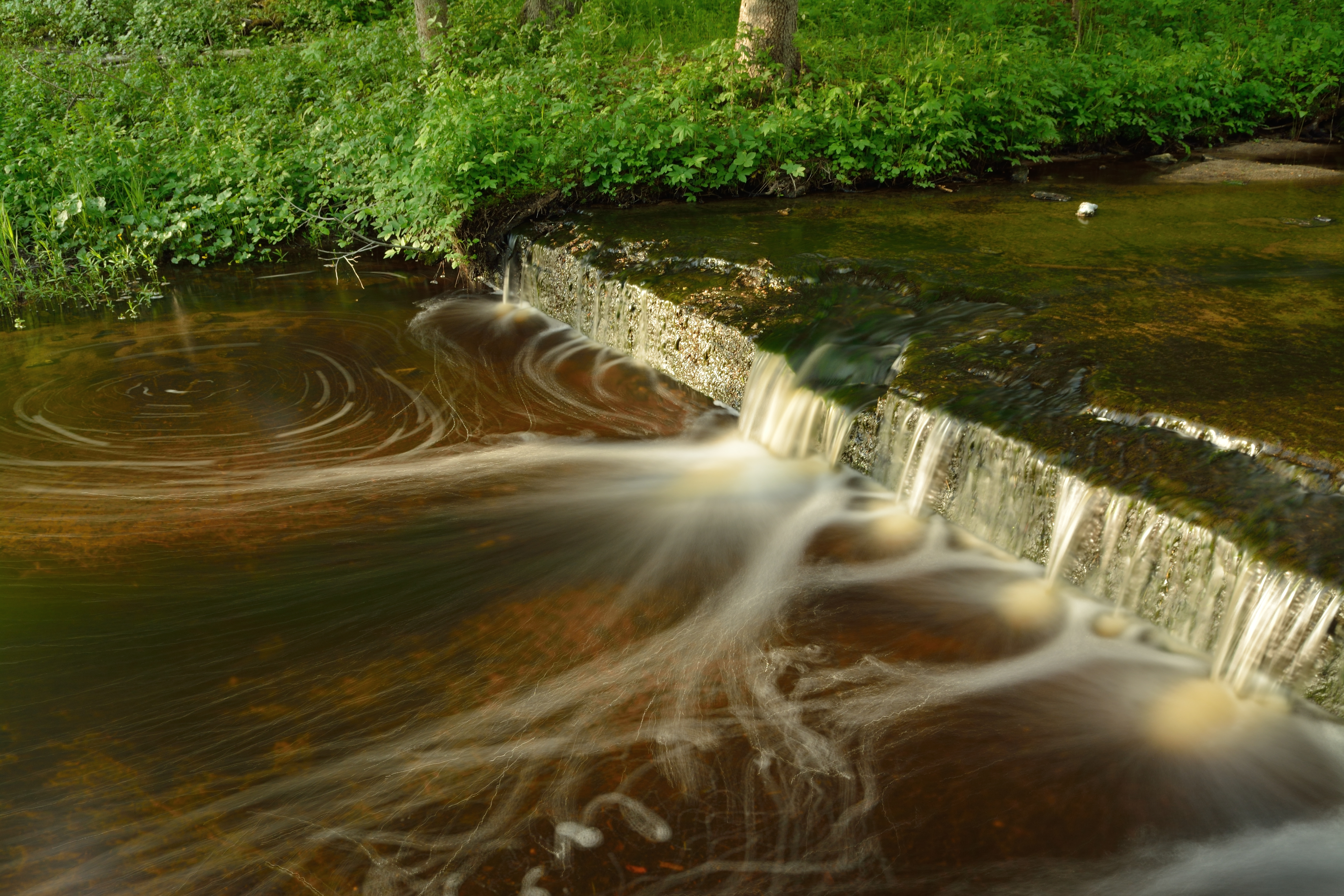
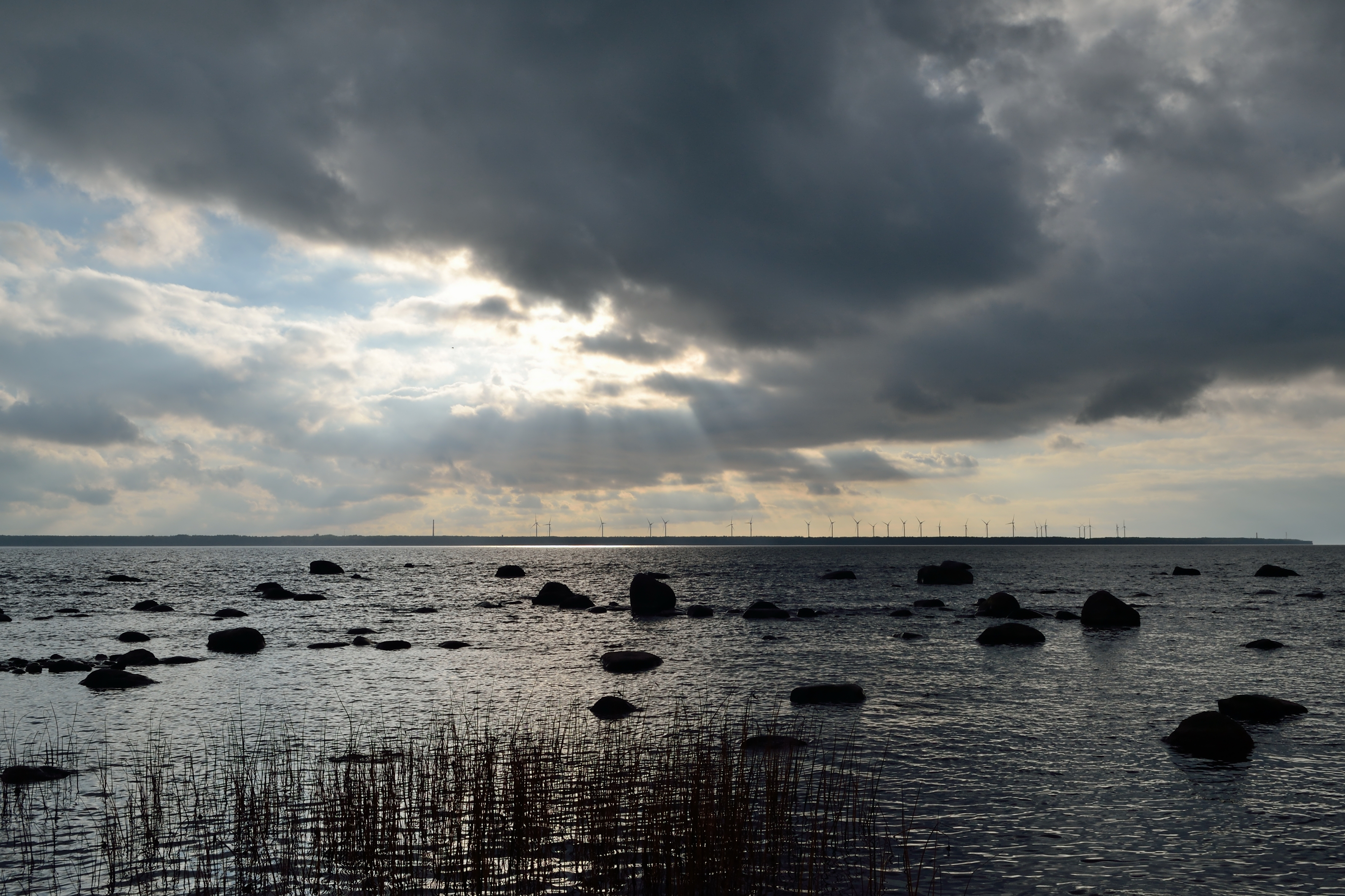
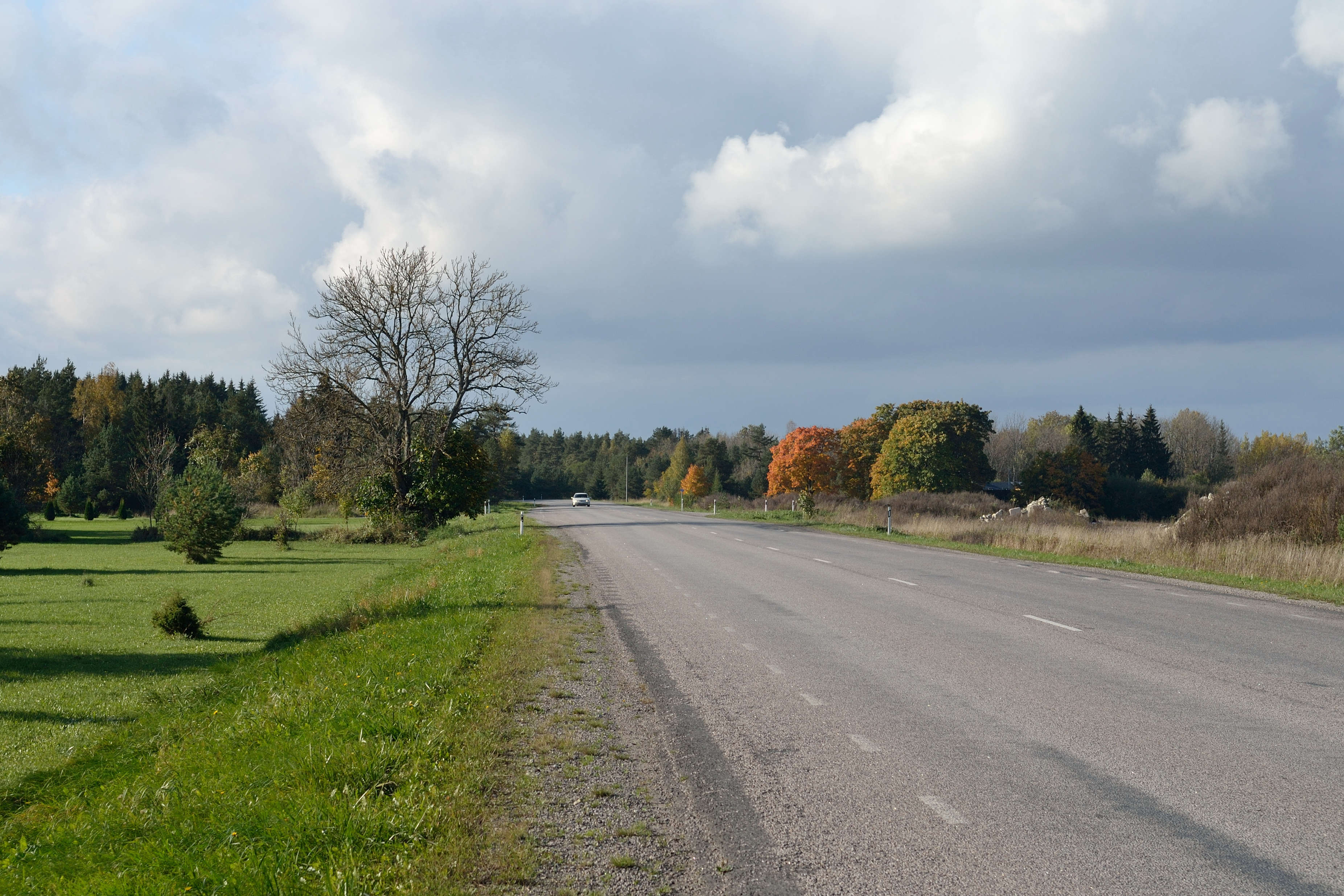